# Пинтуан, Мишель
Мишель Пинтуан, или Пентуэн, Пантуа, Пинсон, Пинчон (фр. Michel Pintoin, Pintouin, Pinton, Pinson, Pinchon, 1349 — 16 февраля 1421), известный также как «монах из Сен-Дени» (англ. Monk of Saint-Denis, фр. Religieux de Saint-Denis) — французский хронист, монах-бенедиктинец и кантор из аббатства Сен-Дени, автор истории правления короля Карла VI, один из летописцев Столетней войны.

## Биография
Обстоятельства ранней биографии неизвестны, возможно, родился в Пикардии примерно в 1349 году. Около 1368 года вступил в орден бенедиктинцев в аббатстве Сен-Дени, где со времён аббата Сугерия (первая пол. XII в.) велась работа над составлением официального летописного свода французских королей — «Больших французских хроник».
Вероятно, получил неплохое образование и имел доступ к документам королевской канцелярии, церковным и монастырским архивам, рукописям исторических сочинений.
В 1381 году, возможно, побывал в Англии, представляя, по его собственным словам, там интересы аббатства, где стал свидетелем восстания Уота Тайлера.
В 1386 и 1392 годах встречался с королём Карлом VI, а в 1387 году побывал при дворе антипапы Климента VII в Авиньоне. В 1394 году упоминается в качестве прево во владениях аббатства в Ла-Гаренне (департамент О-де-Сен), около 1400 года получил в Сен-Дени должность кантора. В 1397 году сопровождал герцога Жана I Беррийского в поездке по землям последнего.
Участвовал в кампаниях против герцога Беррийского в июне 1412 года и против герцога Бургундского в апреле-мае 1414 года.
Упоминается в документах под 23 ноября 1411 года как кантор аббатства, сохранив эту должность до самой своей смерти 16 февраля 1421 года, как это следует из сохранившегося некролога: «Мишель Пинтуан, кантор этой обители, скончался 16 числа февраля месяца 1420 года» (лат. Michael Pintoin, quondam cantor hujus ecclesie, obiit XVIe die mensis februarii anno eodem 1420).
Возможно, принимал участие в составлении свода «Больших французских хроник» до середины 1420 года, когда его сменил монах из Сен-Дени Жан Шартье, историограф Карла VII.
Монах-летописец из Сен-Дени Эдриен Бут (ум. 1488) называет его «историографом короля» (лат. notarius regis), указывая, что он был сведующим как в современной истории (лат. quæ suis in diebus evenerant), так и в истории прошлого многих стран (лат. de retroactis universaliter gestis per amplissimum orbis spatium).

## Сочинения
Основным историческим сочинением Мишеля Пинтуана является латинская «Хроника правления Карла VI Французского» (лат. Historia Karoli Sexti Francorum regis) в шести томах и 43 книгах, составлявшаяся им с 1393-го по 1422 год. Отличительными особенностями её является стремление автора к объективности и документированности повествования. Очевидец многих событий Столетней войны, имевший доступ к архивным материалам и лично встречавшийся с королём Карлом VI, герцогами Жаном I Беррийским, Филиппом II Бургундским, авиньонскими папами и пр., Пинтуан завоевал у историков репутацию заслуживающего доверия хрониста.
Помимо военных, политических и церковных дел, он подробно описывает крестьянскую войну в Англии 1381 года, восстание майотенов в Париже и восстание «Гарель» в Руане в 1382 году, восстание тюшенов в Южной Франции в 1382—1384 годах, самостоятельное правление юного Карла VI с помощью своих советников «мармузетов», покушение на коннетабля Оливье де Клиссона, спровоцировавшее бретонскую экспедицию короля Карла, в ходе которой последний окончательно лишился рассудка и был отстранён от власти своими дядьями герцогами Беррийским, Бургундским и Орлеанским, а также памятный «бал объятых пламенем» 28 января 1393 года.
Принадлежа к духовному сословию, Пинтуан изображает события Столетней войны с принципиально иной точки зрения, нежели Фруассар, Монстреле и пр. «летописцы рыцарства», порой переходя от сухого изложения фактов к морально-дидактической проповеди и обильно цитируя сочинения предшественников, включая Тита Ливия, Валерия Максима, аббата Сугерия и Гийома Тирского. Нередко он открыто сочувствует простому народу, страдающему от бедствий войны и налогов, допуская осуждающие реплики в адрес знати. Его мнение о рыцарской доблести заключено в следующих словах:
«Рыцари без мужества, вы, гордящиеся пластинами своих лат и шлемами с перьями, вы, славящиеся мародерством… вы, похвалявшиеся подвигами ваших предков, теперь вы стали посмешищем для англичан и предметом насмешек для иноземных наций». О поражении при Азенкуре в 1415 году он пишет, что оно вызвано было высокомерием французских рыцарей, неорганизованно напавших на армию Генриха V, в результате чего «дворянство Франции было захвачено для выкупа, подобно мерзкому стаду рабов, или же перебито простыми солдатами».
В противоположность этому, Пинтуан выражает неприкрытое сочувствие народным массам, в частности, восставшим в 1381 году крестьянам Англии, которые, по его словам, поднялись на борьбу «в надежде на свободу» (spe libertatis), или «ради освобождения отечества» (ob libertatem patrie). При описании действий Уота Тайлера и его сторонников он использует реминисценции из сочинения римского историка Саллюстия «О заговоре Катилины».
Пинтуан осуждающе отзывается о супруге короля Изабелле Баварской, обвиняя её в кровосмесительной связи с Людовиком Орлеанским, что заставляет британского историка Рэйчел Гиббонс назвать его сочинение «пробургундской пропагандой», а американскую исследовательницу Трейси Адамс считать его первоисточником грязных слухов об этой королеве. Помимо личности Карла VI, предметом интереса Пинтуана являются другие выдающиеся деятели его эпохи, в частности, король Наварры Карл III Благородный, герцоги Людовик II Анжуйский, Людовик Гиеньский, Филипп II Бургундский, Жан Беррийский и др.
Известный правовед начала XV века Жан де Монтрейль благодаря сочинению Пинтуана, которого он называет «певчим и хронистом Сен-Дени, человеком весьма верующим и почтенным», познакомился с 59-й статьей «Салической правды», исключающей женщин из права наследования короны, использовав её в 1413 году против претензий Генриха IV на французский трон.
«Хроника правления Карла VI Французского» Пинтуана, сохранившаяся, как минимум, в четырёх манускриптах из фондов Национальной библиотеки Франции (MS Lat. 5958, 5959, 5960, 17659), долгое время оставалась малоизвестной, и только в 1839—1852 годах была опубликована во французском переводе Луи Франсуа Беллаге под заглавием «Хроника аббатства Сен-Дени, охватывающая правление Карла VI с 1380 по 1422» (фр. Chronique du religieux de Saint-Denys, contenant le règne de Charles VI de 1380 à 1422). Авторство Мишеля Пинтуана применительно к ней окончательно было установлено только в 1976 году, но даже после этого некоторые исследователи продолжали называть её автора «монахом из Сен-Дени».

## Публикации
- Chronique du Religieux de Saint-Denys, contenant le règne de Charles VI, de 1380 à 1422, publiée en latin pour la première fois et traduite par M. Louis-François Bellaguet, précédée d’une introduction de M. de Barante. — Volumes 1—6. — Paris: Chez Crapelet, 1839—1852. — (Collection des documents inédits sur l’histoire de France, in-4). (t. 1, t. 2 Архивная копия от 24 марта 2019 на Wayback Machine, t. 3, t. 4 Архивная копия от 25 марта 2019 на Wayback Machine, t. 5, t. 6 Архивная копия от 26 марта 2019 на Wayback Machine).
- Chronique du Religieux de Saint-Denys, contenant le règne de Charles VI, de 1380 à 1422, publiée par Bernard Guenée. — Volumes 1—3. — Paris: Éditions du Comité des travaux historiques et scientifiques, 1994 (reproduction en fac-similé de l'édition bilingue précédente, avec une nouvelle introduction).